# Мржња (будизам)
Мржња или бес (пал. dosa, санск. dveṣa) је будистички појам који означава један од три главна отрова ума. 
Мржња се никад не смирује мржњом, већ једино њеним одсуством. Ово је вечни закон.— Сидарта Гаутама
Буда је тврдио да је мржња највеће зло. Он је као противотров мржњи препоручивао развијање љубави према свим бићима, укључујући и саме себе.

## Будино учење
Према Будином учењу, мржња је један од начина да се скрене с пута: 
Постоје четири начина да се скрене с пута. Скретање с пута због жудње. Скретање с пута због мржње. Скретање с пута због заблуде. Скретање с пута због страха.
Буда је позивао да живимо у љубави међу онима који мрзе. Он је учио да на мржњу никада не треба одговарати мржњом: 
Неодговарати на бес речима пуним беса значи добити битку у којој се побеђује јако тешко. То значи да поступаш за своју и добробит оног другог, иако ће они који не познају дарму мислити да си будала.— Сидарта Гаутама
Не само што другоме не треба одговарати омразом, већ не смемо дозволити мржњи да продре у наш ум: 
Монаси, чак и ако би разбојници почели тестером дивљачки да вам секу удове, један за другим, онај ко би у себи створио ум испуњен мржњом не би следио моје учење.